# 多線無線鰨
多線無線鰨（学名：Symphurus strictus），又名西方細紋無線鰨、牛舌、龍舌、扁魚、皇帝魚，为輻鰭魚綱鰈形目鰨亞目舌鰨科無線鰨屬下的一个种，為深海魚類，棲息深度392-730公尺，分布於印度太平洋區，從莫三比克至夏威夷海域，體長可達14公分，棲息在底層水域，以底棲性無脊椎動物為食，生活習性不明。